# Dragan Džajić
Dragan Džajić - em sérvio, Драган Џајић (Ub, 30 de maio de 1946) - é um ex-futebolista servio, considerado um dos melhores jogadores da antiga Iugoslávia e um dos melhores ponta-esquerda da história do futebol.

## Carreira
Sua carreira, estendida de 1961 a 1979, foi dedicada majoritariamente ao Estrela Vermelha, clube pelo qual foi cinco vezes campeão do campeonato iugoslavo e marcaria 287 gol em 590 jogos. De 1975 à 1977, jogou no Bastia, o outro único clube que defendeu.
Esteve com o clube no ápice continental deste até então, quando o Estrela alcançou as semifinais da Copa dos Campeões da UEFA, na temporada 1970/71. A equipe goleou o Panathinaikos em casa por 4 a 1, mas foi eliminada ao perder por 3 a 0 no jogo de volta, na Grécia. Džajić esteve suspenso nesse segundo jogo. É um dos cinco jogadores que receberam a mais alta honraria do clube, Zvezdine zvezde ("Estrelas do Estrela"). Pelé, sobre ele, disse que tratava-se de um milagre dos Bálcãs, um verdadeiro mago, lamentando que não fosse brasileiro.

## Seleção
Pela Seleção Iugoslava, marcou 23 gols em 85 aparições e esteve presente na Copa do Mundo de 1974, além das Eurocopas de 1968 (onde foi vice-campeão) e 1976. Era o jogador com mais aparições pela seleção até Savo Milošević superá-lo (no caso dele, com inclusões de jogos pela Seleções Servo-Montenegrina e Sérvia).

## Prêmios
Nos Prêmios do Jubileu da UEFA, foi escolhido o melhor jogador da ainda existente Sérvia e Montenegro dos 50 anos do órgão.

## Títulos
Estrela Vermelha
- Campeonato Iugoslavo: 1963–64, 1967–68, 1968–69, 1969–70 e 1972–73
- Copa da Iugoslávia: 1963–64, 1967–68, 1969–70 e 1970–71
- Copa Mitropa: 1967–68

Iugoslávia
- Eurocopa de 1968 - 2º Lugar